# Victoria Royals
Victoria Royals är ett kanadensiskt proffsjuniorishockeylag som är baserat i Victoria, British Columbia och har spelat i den nordamerikanska proffsjuniorligan Western Hockey League (WHL) sedan 2011. Royals spelar sina hemmamatcher i Save-On-Foods Memorial Centre som har en publikkapacitet på 7 006 åskådare. De har varken vunnit Memorial Cup eller WHL någon gång under sin existens.

## Historia
Victoria som stad har tidigare haft flera ishockeylag som var baserade i staden och den senaste innan Royals var Victoria Cougars som spelade i WHL fram till 1994 när laget omlokaliserades till Prince George, British Columbia och blev Prince George Cougars på grund av bedrövligt spel på isen, usel och för gammal hemmaarena i Victoria Memorial Arena och katastrofala publiksiffror som ledde till dålig ekonomi för laget. Bakgrunden till varför WHL lät Victoria få ett till lag är rätt så invecklad historia och det började med att staden insåg att de behövde förnya sina faciliteter som en ny inomhusarena. Staden gick med på att bygga och finansiera inomhusarenan, som i ett senare skede fick namnet Save-On-Foods Memorial Centre, men kravet var då att de skulle ha ett ishockeylag i WHL. Genom åren var det flera försök till att få ett lag till ligan däribland från den Vancouver-baserade affärsmannen Graham Lee och hans företag RG Properties Ltd. (idag ingår den i holdingbolaget GSL Holdings Ltd.). Trots de fruktlösa försöken gav staden slutligen klartecken den 6 juni 2003 till att bygga inomhusarenan efter att Victoria Memorial Arena revs och där RG Properites Ltd. agerade entreprenör för byggprojektet.
Den 20 juni samma år valde Lee och företaget slå till och köpte rättigheterna till det nedlagda ishockeylaget Baton Rouge Kingfish som spelade föregående säsong i ECHL, syftet med detta var att omlokalisera laget till just Victoria så den nya inomhusarenan fick en hyresgäst, trots att Kingfish inte spelade i WHL som kravet var för att staden skulle åta sig att bygga inomhusarenan. Köpet gick igenom och laget omlokaliserades efter att ECHL godkände både köpet och omlokaliseringen. Baton Rouge Kingfish blev Victoria Salmon Kings. De nådde slutspel fem av sju säsonger och sista säsongen nådde de ända till konferensfinal. Staden stod dock fast vid sitt krav och ville fortfarande ha ett lag i WHL trots att man redan hade ett framgångsrikt ishockeylag som spelade i den så kallade nordamerikanska tredje divisionen, under National Hockey League (NHL) och American Hockey League (AHL).
Lee och RG Properties Ltd. valde starta en utredning om vilket existerande WHL-lag skulle passa deras behov och kom fram till att Chilliwack Bruins, som var baserad i Chilliwack, British Columbia, var den mest lämpade och de hörde sig för till de dåvarande ägarna angående ett köp av Bruins. Ägarna var positiva till en försäljning och den 20 april 2011 meddelade Lee och WHL:s kommissarie Ron Robison att Bruins hade blivit sålt till Lee och hans företag efter att WHL accepterade både köpet och omlokaliseringsplanerna för laget där Bruins flyttades till Victoria och blev Victoria Royals till säsong 2011-2012. Den största anledningen till att WHL accepterade omlokaliseringen var att man var rejält oroade att man skulle förlora Victoria och Vancouver Island som marknad till AHL eftersom man ansåg att NHL-organisationen Phoenix Coyotes (nu Arizona Coyotes) var det lag som skulle flyttas tillbaka till Winnipeg, Manitoba och åter bli Winnipeg Jets och då var AHL-laget Manitoba Moose, som var baserade just i Winnipeg, tvungna att flytta på sig och då i WHL ansåg man att Victoria skulle bli en bra plats att ha Moose där. Så man påskyndande processen och beslöt att Chilliwack Bruins skulle bli Victoria Royals.
WHL oroade sig dock i onödan eftersom NHL var inte beredda att omlokalisera Coyotes och Moose ägargrupp True North Sports and Entertainment valde istället att förvärva en annan NHL-organisation i Atlanta Thrashers, för att bli en ny version av Winnipeg Jets (1972-1996) och omlokaliserade Moose till St. John's ute på ön Newfoundland, som är ena delen av provinsen Newfoundland och Labrador. De involverade förstod i ett tidigt skede att Victoria som stad inte kunde stödja två ishockeylag i två olika serier och man beslöt att upplösa Victoria Salmon Kings på grund av att staden och Vancouver Island hade fått sitt efterlängtade WHL-lag efter en 17 år lång längtan och kamp.
De har ännu inte fostrat någon spelare till att spela i den nordamerikanska proffsligan NHL men Austin Carroll, Greg Chase och Joe Hicketts har alla skrivit kontrakt med NHL-organisationer.